# Стрибки у воду

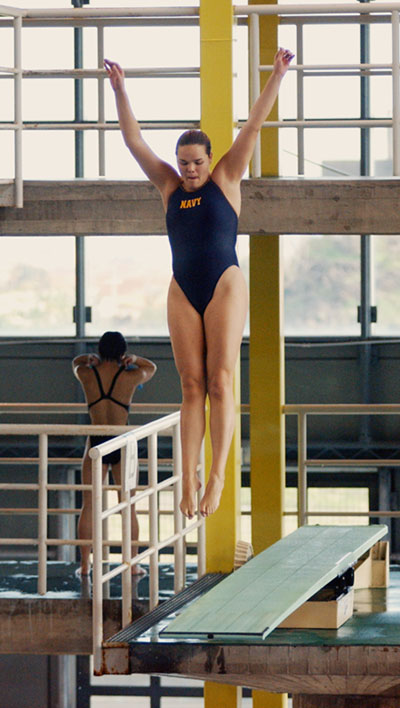
Спортсменка, яка виконує стрибок з трампліна

Стрибки́ у во́ду — один з водних видів спорту. На змаганнях виконуються стрибки з трампліна (1 і 3 метри) і вишки (5, 7,5 і 10 метрів). Під час стрибка спортсмени виконують ряд акробатичних дій (оберти, гвинти, обертання). Судді оцінюють як якість виконання акробатичних елементів у польотній фазі, так і чистота входу у воду. На змаганнях із синхронних стрибків оцінюють також синхронність виконання елементів двома учасниками.

## Змагання
Змагання зі стрибків у воду проводяться Міжнародною аматорською федерацією плавання (FINA). Стрибки у воду входять до програми чемпіонатів світу з водних видів спорту.
 
Стрибки у воду є олімпійським видом спорту. У програму Олімпійських ігор стрибки у воду включені вперше на третіх Олімпійських іграх в 1904 році, і відтоді постійно присутні на Олімпіадах. Синхронні стрибки з'явилися в програмі Ігор у Сіднеї в 2000 році. У наш час[коли?] Олімпійська програма охоплює 8 комплектів медалей, по 4 комплекти розігруються у чоловіків і в жінок у стрибках з 3-метрового трампліна (одиночні і синхронні) та 10-метрової вежі (одиночні і синхронні). Програма чемпіонатів світу і Європи складається з 10 змагань, додатково охоплює індивідуальні стрибки з метрового трампліна.
Великі змагання, включаючи Олімпіади і чемпіонати світу, проводяться трьома етапами. Після першого, кваліфікації, визначаються 18 найкращих учасників, які у півфінальній серії стрибків виявляють 12 фіналістів. Оцінки, отримані у фіналі, раніше підсумовувалися з оцінками півфіналу, однак з 2007 року нові правила FINA передбачають починати фінал «з нуля». На кожному етапі спортсмени виконують по черзі 5 або 6 стрибків, залежно від формули турніру. Перед початком кожного етапу спортсмени заявляють програму стрибків, а судді стверджують коефіцієнт складності для кожного стрибка. По ходу змагання замінювати один стрибок іншим або змінювати порядок їх виконання не дозволяється.

## Оцінки

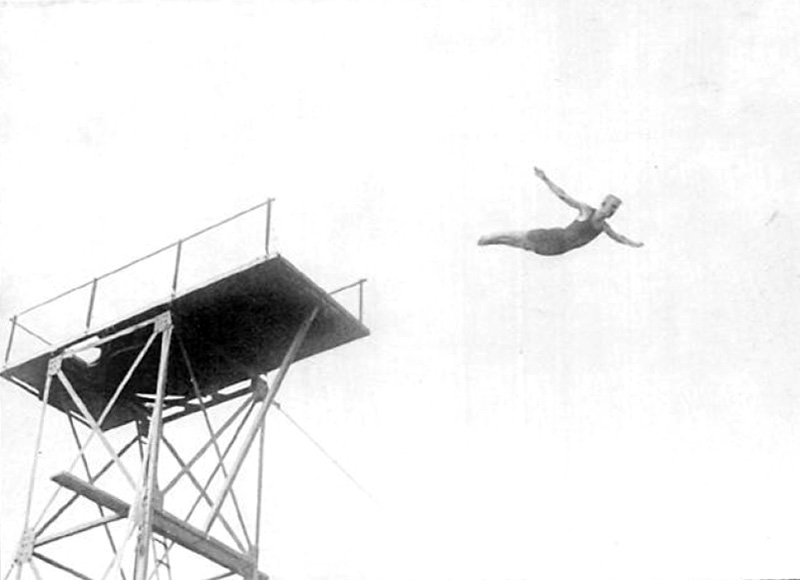
Шведський спортсмен Арвід Спангберг, який виконує стрибок з вежі на IV Олімпійських іграх

В індивідуальних змаганнях оцінка кожного стрибка проводиться сімома суддями. Кожен з них виставляє оцінки від 0 до 10, після чого дві найкращі та дві найгірші оцінки відкидаються, а три, які залишились, множаться на коефіцієнт складності стрибка.
Синхронні стрибки оцінює колегія з 9 арбітрів, по двоє суддів оцінюють техніку виконання стрибка кожним спортсменом, а ще п'ять оцінюють лише синхронність. Після чого найгірша і найкраща оцінки відкидаються, а сума інших множиться на коефіцієнт складності.
При оцінці техніки стрибка судді звертають увагу на якість розбігу або вихідної позиції (розбіг повинен бути виконаний по прямій лінії та мати мінімум 4 кроки, стійка повинна бути чітко зафіксована), відштовхування, виконання елементів під час польоту, вхід у воду (повинен бути максимально вертикальним і з мінімальною кількістю бризок).

## Снаряди
Трамплін — спеціальна пружна дошка завдовжки 4,8 м і завширшки 0,5 м, один кінець якої закріплений на борту басейну. При стрибку з трампліна спортсмен спочатку розгойдується на ньому і потім потужно відштовхується, отримуючи додаткове прискорення від трампліна. По всій довжині має протиковзке покриття. Встановлюється на висоті 1 або 3 м над рівнем води.
Вежа — споруда з кількома платформами на різних висотах: 1, 3, 5, 7,5 і 10 м. Ширина кожної платформи — 2 м, довжина — 6 м. Край платформи (як і передній край трампліна) виступає за край басейну не менше, ніж на 1,5 м.

## Види стрибків
Існує кілька груп, за якими класифікуються всі спортивні стрибки —
Стійки:
- передня (лицем до води);
- задня (спиною до води);
- на руках.

Наявність розбігу:
- стрибок з місця;
- стрибок з розбігу.

Положення тіла:
- пряме — тіло не має бути зігнутим у корпусі, ноги - прямі (не зігнуті ні в колінах, ні в стегнах), з’єднані разом, носки витягнуті;
- зігнувшись — тіло має бути зігнуте в корпусі, ноги - прямі в колінах;
- згрупувавшись — тіло має бути компактним, зігнутим у корпусі, ноги - зігнутими в колінах, коліна і ступні - розташованими близько разом (в межах ліній тіла та плечей);
- вільне — положення тіла може бути будь-яким із вищезазначеного, ноги мають бути з’єднані, носки - витягнутими.

Деякі стрибки можуть мати фазу польоту під час його виконання (стрибок "льотом"). При виконанні стрибка "льотом" положення тіла має бути виражено прямим та має прийматися після відштовхування або після одного оберту.
Оберти і гвинти:
- півоберт — стрибок з обертанням тіла навколо поперечної осі на 180 градусів;
- оберт — стрибок з обертанням тіла навколо поперечної осі на 360 градусів; бувають також стрибки на 1,5, 2, 2,5, 3 та 3,5 оберти;
- півгвинт — стрибок з обертанням тіла навколо поздовжньої осі на 180 градусів;
- гвинт — стрибок з обертанням тіла навколо поздовжньої осі на 360 градусів; бувають також стрибки з 1,5, 2, 2,5 і 3 гвинтами.

Комбінування різних елементів дозволяє виконати понад 60 варіантів стрибка з трампліна і понад 90 — з вишки. Кожному зі стрибків присвоєно свій коефіцієнт складності, що лежить у діапазоні від 1,2 до 3,8.
Нумерація стрибків
Усі спортивні стрибки у воду позначаються трьома або чотирма цифрами з літерою після них.
Перша цифра відповідає одному з шести класів, до якого належить стрибок:
1. стрибок з передньої стійки з обертанням вперед (I клас);
2. стрибок із задньої стійки з обертанням назад (II клас);
3. стрибок з передньої стійки з обертанням назад (III клас);
4. стрибок із задньої стійки з обертанням вперед (IV клас);
5. стрибок з обертанням у двох площинах з гвинтами (V клас);
6. стрибок зі стійки на руках (VI клас) — цей клас стрибків виконується лише на вишці.

Стрибки I-IV класів позначаються трьома цифрами з літерою після них. Друга цифра може бути "1", коли присутня фаза польоту під час його виконання (стрибок "льотом") або "0", якщо фаза польоту «льотом» відсутня. Третя цифра відповідає числу виконуваних півобертів вперед або назад.
Стрибки V класу позначаються чотирма цифрами з літерою після них. Друга цифра означає клас гвинтового стрибка і напрямок відштовхування. Третя цифра відповідає числу виконуваних півобертів, а четверта - півгвинтів.
Стрибки VI класу (зі стійки на руках) можуть позначатися трьома (без гвинтів) або чотирма цифрами (з гвинтами) з літерою після них.
У стрибках зі стійки на руках без гвинтів, третя цифра відає числу виконуваних півобертів, а друга цифра відповідає напрямку його виконання:
- із передньої стійки на руках з обертанням вперед;
- із задньої стійки на руках з обертанням назад;
- із передньої стійки на руках з обертанням назад.

У стрибках зі стійки на руках з гвинтами, перша цифра - 6, друга цифра відповідає напрямку його виконання (так само як і друга цифра у стрибках зі стійки на руках без гвинтів), третя цифра - число виконуваних півобертів, а четверта - число виконуваних півгвинтів.
Літера наприкінці номера стрибка будь-якого класу відповідає положенню тіла, в якому виконується стрибок: пряме (А), зігнувшись (B), згрупувавшись (C) та вільне (D).